# Daniel Grimshaw
Daniel James Grimshaw (Salford, 16 januari 1998) is een Engelse doelman die sinds 2021 uitkomt voor Blackpool FC.

## Carrière

### Manchester City
Grimshaw sloot zich op vijfjarige leeftijd aan bij de jeugdopleiding van Manchester City. Tussen 2015 en 2018 verdedigde hij zeventien keer het doel van Manchester City in de UEFA Youth League. In het seizoen 2017/18 haalde hij met de club de halve finale, nadat Manchester City in de achtste finale en kwartfinale respectievelijk Internazionale en Liverpool FC versloeg na een strafschoppenserie. In de halve finale sneuvelde de club vervolgens na een 4-5-nederlaag tegen FC Barcelona.
In 2018 ondertekende hij een nieuw driejarig contract bij de club. Op 23 januari 2019 werd hij voor het eerst opgenomen in de wedstrijdselectie van een officiële wedstrijd van het eerste elftal,  namelijk de terugwedstrijd van de halve finale van de League Cup tegen Burton Albion FC.

### Verhuur aan Hempstead & Lommel SK
In januari 2020 leende Manchester City hem voor de rest van het seizoen uit aan de Engelse zesdeklasser Hemel Hempstead Town FC. In augustus 2020 ging hij op de proef bij MVV Maastricht, maar daar kon hij geen contract versieren.
Op 5 oktober 2020, de slotdag van de transfermarkt, leende de club hem uit aan de Belgische tweedeklasser Lommel SK, die ook deel uitmaakt van de City Football Group. Door de coronabesmetting van Tomas Švedkauskas maakte hij op 15 februari 2021 maakte hij zijn officiële debuut voor Lommel in de competitiewedstrijd tegen KVC Westerlo (1-1). Grimshaw bleef vervolgens goed presteren, waardoor hij tot het einde van het seizoen in het Lommelse doel bleef staan.

### Blackpool FC
In juni 2021 ondertekende Grimshaw een contract voor twee seizoenen bij de Engelse tweedeklasser Blackpool FC.